# The Icon Is Love (álbum)
The Icon Is Love es el decimonoveno álbum de estudio del compositor, cantante y productor estadounidense Barry White, y fue lanzado el 4 de octubre de 1994 por la compañía discográfica A&M Records. El álbum representó un regreso triunfal para White tanto crítica como comercialmente, y se convirtió en su disco más exitoso desde Barry White Sings For Someone You Love de 1977. The Icon Is Love fue el séptimo álbum de White en alcanzar lo más alto de las listas R&B, llegando por primera vez y desde el año 1977 a la posición número #20 de las listas Pop. Es el primer álbum de White en 16 años en alcanzar el Top 50 en el Reino Unido. El sencillo Practice What You Preach fue el mayor éxito de White desde It's Ecstasy When You Lay Down Next to Me de 1977 tanto en las listas R&B como en la de Pop.
Estuvo en la posición #1 en el Billboard en la categoría de Rythm and Blues y en el #20 en el top 200, ambos de 1994. Aunque el crédito de productor ejecutivo pertenece totalmente a Barry White, varias de sus canciones fueron producidas por él conjuntamente con Jack Perry, Gerald Levert, Tony Nicholas, Chukii Booker, Jimmy Jam y Terry Lewis.
The Icon Is Love fue el primer disco de White en obtener un elogio crítico casi universal tanto en términos de calidad del material como de producción estándar contemporánea y sonido. El disco ganó un premio Soul Train por mejor álbum masculino R&B/Soul Album, y en 1996 fue nominado a un premio Grammy en la categoría de Mejor Álbum R&B, perdiendo ante CrazySexyCool del grupo femenino TLC. Su reputación se ha mantenido desde entonces y es generalmente citada como la mejor producción de la última etapa de la carrera de Barry White.
El álbum está dedicado a varias personas que incluyen a su familia, y hace mención a sus grandes amigos.

## Lista de pistas
El álbum consta de 10 pistas, con una duración de 64 minutos con 57 segundos.
1.- "Practice What You Preach" [5:59]
Barry White, Gerald Levert & Edwin "Tony" Nicholas
ISRC: US-AM1-94-00338

2.- "There It Is" [7:03]
Barry White, Gerald Levert & Edwin "Tony" Nicholas
ISRC: US-AM1-94-00339

3.- "I Only Want To Be With You" [5:01]
James Harris III, Terry Lewis & Barry White
ISRC: US-AM1-94-00340

4.- "The Time Is Right" [5:46]
Chukii Boker & Barry White
ISRC: US-AM1-94-00341

5.- "Baby's Home" [8:17]
Barry Eastmond
ISRC: US-AM1-94-00342

6.- "Come On" [5:50]
James Harris III, Terry Lewis, James Wright & Barry White
ISRC: US-AM1-94-00343

7.- "Love Is The Icon" [4:38]
Barry White & Jack Perry
ISRC: US-AM1-94-00344

8.- "Sexy Undercover" [4:51]
Barry White & Chuckii Booker
ISRC: US-AM1-94-00345

9.- "Don't You Want To Know?" [6:51]
Barry White & Chuckii Booker
ISRC: US-AM1-94-00346

10.- "Whatever We Had, We Had" [10:41]
Barry White & Michael Lovesmith
ISRC: US-AM1-94-00347
- Datos: Q3987650